# Diogo Dória
Diogo de França Neto Dória (Lisboa, 16 de Abril de 1953) é um actor e encenador português.

## Biografia
Estudou na Escola Superior de Teatro e Cinema e na Faculdade de Letras da Universidade de Lisboa, onde se licenciou em Filosofia. Estreou-se como actor em 1975, tendo trabalhado com encenadores como Osório Mateus, Filipe La Féria, Solveig Nordlund, Miguel Guilherme, Jorge Silva Melo ou Luís Miguel Cintra. Com uma extensa filmografia, foi drigido pelos realizadores José Fonseca e Costa, Vítor Gonçalves, João Mário Grilo, João Botelho, João Canijo, Edgar Pêra, Jorge Silva Melo, Raoul Ruiz, Wim Wenders. Representou diversas personagens em filmes de Manoel de Oliveira, nomeadamente Francisca (1981), Le Soulier de Satin (1985), Os Canibais (1988), Non ou a Vã Glória de Mandar (1990), A Divina Comédia (1991); Vale Abraão (1993), A Caixa (1994), Inquietude (1998), Espelho Mágico (2006). Fundador e encenador d' A Cantina Velha, aí concebeu vários espectáculos, a partir de textos de autores como Samuel Beckett, Nathalie Sarraute, Robert Pinget e Almeida Faria.

## Filmografia
- Passagem ou A Meio Caminho (1980)
- Francisca (1981)
- Um Adeus Português (1986)
- Uma Rapariga no Verão (1986)
- Os Canibais, realização de Manoel de Oliveira  (1988)
- Filha da Mãe (1990)
- A Divina Comédia, realização de Manoel de Oliveira (1991)
- Vale Abraão, realização de Manoel de Oliveira (1993)
- A Caixa, realização de Manoel de Oliveira (1994)
- Viagem ao Princípio do Mundo, realização de Manoel de Oliveira (1997)
- Inquietude, realização de Manoel de Oliveira (1998)
- Branca de Neve (2000)
- O Princípio da Incerteza (2002)
- Espelho Mágico (2005)
- Operação Outono, realização de Bruno de Almeida (2012)